# Cercobarcon grossi
Cercobarcon grossi is een insect dat behoort tot de orde vliesvleugeligen (Hymenoptera) en de familie van de schildwespen (Braconidae). De wetenschappelijke naam van de soort werd voor het eerst geldig gepubliceerd door Austin, Wharton & Dangerfield in 1993.